# Micha Goldman
Micha Goldman (hebräisch מיכה גולדמן; * 10. Oktober 1948 in Kfar Tabor) ist ein ehemaliger israelischer Politiker, der Knessetabgeordneter der HaMa’arach und der Awoda von 1988 bis 1999 war.

## Leben und Wirken
Goldman studierte Selbstverwaltungsmanagement an der Universität Haifa und arbeitete in der Landwirtschaft. Er war der Gemeinderatsvorsitzende von Kfar Tavor, und im Treuhandausschuss der Uni Haifa. Er war auch ein Mitglied des Olympischen Komitees, im Vorstand der Kommunalverwaltungsbank, sowie im Verwaltungsrat von Rafael von 1984 bis 1988. Bei den Wahlen 1988 wurde erstmals auf die Wahlliste der HaMa’arach  gestellt. Bei den Wahlen 1992 wurde er auf die Wahlliste der Awoda gestellt und in seinem Mandat bestätigt. Daraufhin wurde er am 4. August 1992 zum stellvertretenden Bildungsminister ernannt. Als Schimon Peres eine neue Regierung im November 1995 (nach der Ermordung Rabins) bildete, wurde Goldman erneut stellvertretenden Bildungsminister und übte dieses Amt bis zum 18. Juni 1996 aus. Nach den Wahlen 1996 verlor er sein Mandat. Wurde aber Vorsitzende des Untersuchungsausschusses im Fall des Zusammenbruchs der Brücke bei der Makkabiade am 14. Juli 1997 sowie Vorsitzender des Komitees für Innere Angelegenheiten und Umwelt. Bei den Wahlen 1999 wurde er auf Platz 35 der Wahlliste von Jisra’el Achat gestellt. Da die Partei nur 26 Sitze erhielt, verlor er sein Mandat.